# Сергій IV (герцог Амальфійський)
Сергій IV (†листопад 1074) — герцог Амальфійський (1069—1073), син герцога Амальфійського Іоанна III. Правив разом з батьком ще з 1031, проте у 1034 його баба Марія, сестра князя Капуанського Пандульфа IV, та дядько Мансо III змістили їх.
У 1038 імператор Священної Римської імперії Конрад II змістив Пандульфа IV, що дало змогу Іоанну знову повернутись до Амальфі, де він осліпив Мансо та вислав його на острів Сирена. Іоанн III призначив Марію та сина Сергія IV співправителями. Жорстокість Іоанна призвела до бунту мешканців Амальфі, які усунули його та Марію з престолу й запропонували владу в герцогстві князю Салернському Гваймару IV. Гваймар призначив Мансо грецогом під сюзеренітетом Салерно. У 1052 мешканці Амальфі збунтувались проти високих поборів салернітанців, змістили Мансо III, що дало змогу Іоанну повернути престол.
Після смерті батька престол спадкував Сергій IV, після нього владу здобув його син син Іоанн IV.